# نوولو
نوولو (به ایتالیایی: Novello) یک کومونه در ایتالیا است که در استان کونیو واقع شده‌است. نوولو ۱۱٫۶ کیلومتر مربع مساحت و ۹۶۸ نفر جمعیت دارد.